# Реландер, Феликс Фридольф
Феликс Фридольф Реландер (швед. Felix Fridolf Relander; 15 апреля 1864, Valkeala village, Выборгская губерния — 9 декабря 1925, Хейнола, Миккели) — первый епископ финских приходов Ингерманландии, председатель консистории Евангелическо-лютеранской церкви Ингрии (1919—1925).

## Биография
Родился 15 апреля 1864 года в Валкеале общины Коувола провинции Кюменлааксо на юге Великого княжества Финляндского в семье священнослужителя. Отец — Юхан Фридольф Реландер (23.02.1830—03.05.1907) пастор, вицепробст, служил в приходах Ийтти, Порвоо, Луумяки, Валкеала, Йоутсено и Лаппеэнранта. Мать — Хилма Шарлотта Андерсин (1845—1897). Феликс Фридольф был старшим в семье, где было ещё восемь детей: Хилма Адель (1866—1883), Ивар Йоханнес (1868—1920), Фанни Терезия (1869—1932), Айно Августа (1872—1950), Карл Август (1875—1891), Сигне Мария (1879—1953), Ялмари Элиас (1884—1944) и Арвид Матиас (1887—1954).
В 1875 году поступил в лицей в Тавастегусе (совр. Хямеэнлинна).
В 1884 году поступил на богословский факультет Императорского Александровского университета.
В 1886 году получил с отличием степень магистра богословия и в том же году в епархии Порвоо был рукоположен в священника, после чего некоторое время служил помощником капеллана вместе с отцом в приходе Савитайпале.
В 1887 году был переведён в Ингерманландию, где начал службу с должности адъюнкта (помощника пастора) в приходах Скворица и Ропсу. 28 декабря 1887 года сочетался браком с Наимой Марией Тенлен (29.03.1864—18.04.1947) из общины Лоппи провинции Канта-Хяме. У них родилось два сына — Эйно Феликс Йоханнес (1888—1959) и Клаус Феликс (1919—1940).
С 28 июня 1899 года — настоятель прихода Токсова. В 1900 году основал в приходе воскресную школу.
В 1911 году был награждён золотым нагрудным крестом.
Во время своего служения в Ингерманландии Ф. Ф. Реландер много сил уделял изучению истории церкви, часть собранных материалов он опубликовал в 1913 году в газете «Инкери». Сотрудничал с другими периодическими изданиями, а также составил имеющую большое научное значение биографическую подборку о духовенстве Ингерманландии,
куда поместил много новых сведений в дополнение к трудам профессора Маттиаса Акиандера (1802—1871). Ф. Ф. Реландер записывал от прихожан образцы народной поэзии, пословицы и рассказы о древних обычаях ингерманландцев.
18 апреля 1917 года участвовал в комиссии по учреждению Христианского училища в Юкках — приход Хаапакангас.
В 1918 году большевики конфисковали здание пастората Токсовского прихода и выселили оттуда Реландера, несмотря на то, что его жена была парализована, вследствие чего ему пришлось переселиться в Юкки.
27 января 1919 года он был назначен исполняющим обязанности епископа финских приходов Ингерманландии. На плечи Реландера легла тяжёлая нагрузка. Кроме обязанностей епископа, он окормлял практически все приходы Северной Ингерманландии. В 1919 году в Ингерманландии было всего пять священников: епископ Оскар Палса, пробст Феликс Фридольф Реландер, который впоследствии стал епископом, настоятели Селим Ялмари Лауриккала и Константин Сиитонен, а также эстонский священник Лео Йоханнес Шульц.
Пробст Феликс Фридольф Реландер стал первым руководителем независимой финской Евангелически-лютеранской церкви Ингрии. 5 декабря 1921 года в церкви Святой Марии в Ленинграде он был рукоположен в епископы. Рукоположение совершил суперинтендент Евангелическо-лютеранской церкви России, епископ Конрад Фрейфельд.
В 1921—1922 годах, кроме приходов Токсова и Хаапакангас, Ф. Ф. Реландер проводил богослужения в приходах Лемпаала, Валкеасаари, Сиестарйоки, Пиетари, Вуоле, Миккулайнен.
Вскоре его здоровье пошатнулось. В последний раз Реландер руководил заседанием консистории 27 февраля 1923 года, после чего поехал в Финляндию, в Савитайпале, для лечения, но из этой поездки уже не вернулся.
9 декабря 1925 года Ф. Ф. Реландер умер «от нервной болезни» в больнице города Хейнола.
Ф. Ф. Реландер похоронен в селе Савитайпале одноимённой общины области Южная Карелия на юго-востоке Финляндии.
- Феликс Фридольф Реландер. 1910-е годы
- Члены Консистории Евангелическо-лютеранской церкви Ингрии. Третий в нижнем ряду — епископ Феликс Фридольф Реландер. 1923 год